# Temps atomique barymetrique
Temps atomique barymetrique (TAB) ist eine Atomzeitskala, die sich auf den Schwerpunkt des Erde-Mond-Systems oder des Sonnensystems bezieht. 
Die Unterscheidung zwischen einem geozentrischen und einem baryzentrischen Bezugssystem wird vor allem aus Gründen der Dynamik von sich umkreisenden Himmelskörpern getroffen.